# Gilbert de Maasgau
Gilbert (Giselbert) a fost un vasal al regelui Carol cel Pleșuv. El a fost conte de Maasgau, pe valea inferioară a râului Meuse.
Originile lui Gilbert nu sunt cunoscute. Similaritatea numelui fiului său, Reginar, cu cel de "Ragnar" a fost folosită ca argument pentru a sugera o conexiune cu vikingii. O altă posibilitate este ca el să fi fost înrudit cu un necunoscut pe nume Reginar, fiu al lui Meginhere (un nobil de la curtea lui Carol cel Mare). Gilbert a servit sub regele Lothar I, însă a defectat, trecând de partea fratelui vitreg al acestuia, Carol cel Pleșuv, în timpul războiului civil din 840-843. Domeniile lui Gilbert au trecut în cele din urmă sub stăpânirea lui Lothar, iar drepturile sale comitate au fost revocate. În 846, Gilbert a răpit pe o fiică nenumită a lui Lothar și a soției acestuia, Ermengarda de Tours. El a dus-o pe principesă în Aquitania și a luat-o de soție, într-o încercare de a=l forța pe Lothar să îi restituie domeniile. Istoricul S. Rösch sugerează că soția lui Gilbert s-ar fi numit tot Ermengarda, însă fără a stabili dacă este vorba de aceeași persoană.
Copiii lui Gilbert ar putea fi:
- Reginar (n. cca. 850-d. 916), devenit duce de Lorena. Nu există vreo sursă primară care să afirme cu claritate că Reginar ar fi fost fiul lui Gilbert.
- Albert, menționat doar ca frate al lui Reginar.[4]